# Iwan Starczenkow
Iwan Siergiejewicz Starczenkow (ros. Иван Сергеевич Старченков, ur. 8 marca 1923 we wsi Irbitskij Zawod obecnie w Artiomowskim Okręgu Miejskim w obwodzie swierdłowskim, zm. 13 lutego 1945 w Małopolsce) – radziecki lotnik wojskowy, kapitan, uhonorowany pośmiertnie tytułem Bohatera Związku Radzieckiego (1945).

## Życiorys
Urodził się w rodzinie robotniczej. Uczył się w szkole uniwersytetu fabryczno-zawodowego przy fabryce traktorów w Czelabińsku i w technikum w Czelabińsku, ukończył aeroklub. W 1940 został powołany do Armii Czerwonej, w 1942 skończył wojskową lotniczą szkołę pilotów w Czkałowie (obecnie Orenburg) i od sierpnia 1942 uczestniczył w wojnie z Niemcami. Pilotując szturmowiec Ił-2 walczył na Froncie Zachodnim, Briańskim, 1 i 4 Ukraińskim w składzie 224 Dywizji Lotnictwa Szturmowego, później w 571 i w 996 Dywizji Lotnictwa Szturmowego. Był ciężko ranny. Brał udział w operacji rżewsko-wiaziemskiej (marzec 1943), orłowskiej (lato 1943), oroskurowsko-czerniowieckiej (marzec-kwiecień 1944), lwowsko-sandomierskiej (lipiec-sierpień 1944), wschodniokarpackiej (wrzesień-październik 1944) i zachodniokarpackiej (styczeń-luty 1945). Do października 1944 wykonał 125 lotów bojowych. Został dowódcą eskadry 571 pułku lotnictwa szturmowego 224 Dywizji Lotnictwa Szturmowego 8 Armii Powietrznej 4 Frontu Ukraińskiego. Podczas wykonywania zadania bojowego został zestrzelony i zginął. Został pochowany na cmentarzu Rakowickim w Krakowie.

## Odznaczenia
- Złota Gwiazda Bohatera Związku Radzieckiego (pośmiertnie, 23 lutego 1945)
- Order Lenina (pośmiertnie, 23 lutego 1945)
- Order Czerwonego Sztandaru (trzykrotnie, 29 maja 1943, 29 września 1944 i 6 lutego 1945)
- Order Aleksandra Newskiego (27 marca 1944)
- Order Czerwonej Gwiazdy (13 marca 1943)